# Блах, Эйвинн
Эйвинн Моллеруп Блах (дат. Ejvind Mollerup Blach; 31 декабря 1895, Копенгаген — 1 октября 1972, Фредериксберг) — датский хоккеист на траве, полевой игрок. Серебряный призёр летних Олимпийских игр 1920 года.

## Биография
Эйвинн Блах родился 31 декабря 1893 года в датском городе Копенгаген.
Играл в хоккей на траве за «Копенгаген».
В 1920 году вошёл в состав сборной Дании по хоккею на траве на летних Олимпийских играх в Антверпене и завоевал серебряную медаль. Играл в поле, провёл 2 матча, мячей не забивал.
Умер 1 октября 1972 года в датском городе Фредериксберг.

## Семья
Происходил из хоккейной семьи, в которой было четыре олимпийца: в 1920 году в Антверпене с ним играл брат Свенн Блах (1893—1979), в 1928 году в Амстердаме и в 1936 году в Берлине в Играх участвовал брат Арне Блах (1900—1977), а в 1948 году в Лондоне — племянник, сын Арне Пребен Блах (1920—2007).